# Symphonie no 1 de Bruch
Pour les articles homonymes, voir Symphonie no 1.
La Symphonie no 1 en mi bémol majeur opus 28 est une œuvre du compositeur allemand Max Bruch.

## Composition
En 1852, 1853 et 1861, Max Bruch a écrit, vraisemblablement à titre d'étude, des symphonies ; celles-ci ne sont plus jouées.
La Symphonie op. 28 (1868) de Bruch, de même que les deux autres qu'il a écrites, la Symphonie no 2 en fa mineur op. 36 (datée de 1870) et la no 3 en mi majeur op. 51 (écrite en 1882 pour une tournée en Amérique, à la suite d'une commande), n'ont été composées qu'après sa prise de fonction en tant que Hofkapellmeister à Sondershausen.
À Sondershausen, Bruch a eu pour la première fois la possibilité d'aborder le monde de la symphonie, grâce à un orchestre de qualité. L'attrait d'une somme de 300 thalers d'honoraires pour cette première symphonie a dû aussi jouer.

## Orchestration
| Instrumentation de la Symphonie no 1                                 |
| Cordes                                                               |
| premiers violons, seconds violons, altos, violoncelles, contrebasses |
| Bois                                                                 |
| 2 flûtes, 2 hautbois, 2 clarinettes en si♭, 2 bassons                |
| Cuivres                                                              |
| 4 cors (en mi ♭/en fa), 2 trompettes en mi ♭, 3 trombones            |
| Percussions                                                          |
| 2 timbales en si bémol et mi bémol                                   |

## Mouvements
L'œuvre est en quatre mouvements – bien qu'il n'y ait aucune indication, les troisième et quatrième mouvements sont attachés l'un à l'autre :
1. Allegro maestoso, en mi bémol majeur, à
2. Scherzo. Presto, en si bémol majeur, à
3. Quasi fantasia. Grave, en mi bémol mineur, à
4. Finale. Allegro guerriero, en mi bémol majeur, à

Durée : 27 à 32 minutes

## Création
La création a eu lieu le 26 juillet 1868 à Sondershausen et a été suivie par d'autres exécutions en Allemagne. La presse n'a pas exprimé un grand enthousiasme, mais a donné une critique favorable à la symphonie. En 1890, le  Kretzschmar Konzertführer a qualifié la symphonie d'une des « symphonies les plus connues du moment ».
On a reproché à la symphonie sa proximité avec celles de  Mendelssohn.

## Repères discographiques
- Par l'Orchestre du Gürzenich de Cologne sous la direction de James Conlon, enregistré en 1992.